# Фрасибул Сиракузский
Фрасибул (др.-греч. Θρασύβουλος) — тиран Сиракуз в 466—465 до н. э. из династии Диноменидов.

## Биография
Фрасибул был младшим братом двух предыдущих тиранов Сиракуз — Гелона и Гиерона I и после смерти последнего взял власть в свои руки. Диодор Сицилийский писал, что Фрасибул превзошёл своего брата в жестокости: многих граждан он незаконно убил или изгнал по надуманным обвинениям, а имущество их конфисковывал. 
Для самозащиты Фрасибул нанял отряд наёмников, который противопоставил гражданскому ополчению. Действия Фрасибула подтолкнули граждан Сиракуз к восстанию. Сперва Фрасибул пытался уговорить восставших, но когда это не удалось, он собрал все верные себе войска, призвал на помощь жителей других полисов и укрепился в Ахрадине (обнесённом стеной квартале Сиракуз) и на острове Ортигия в черте города. Восставшие отправили послов в близлежащие города с просьбой о помощи в борьбе с тиранией, и им были отправлены подкрепления. Потерпев поражение в морском бою и на суше, Фрасибул был вынужден вступить в переговоры с восставшими, и в Локрах было заключено соглашение: власть переходила к народу Сиракуз, а Фрасибул вместе со своими наёмниками получал возможность беспрепятственно покинуть город. Также во всех ранее подчинённых Сиракузам городах восстанавливалась демократия.
Фрасибул покинул Сицилию и остаток жизни провёл в Локрах.